# Piergiovanni Malvestio
Piergiovanni Malvestio (Favaro Veneto, 30 dicembre 1946 – Spinea, 24 novembre 2024) è stato un politico italiano.

## Biografia

### Origini e formazione
Nato a Favaro Veneto, si trasferisce a Spinea all'età di sette anni.  Frequenta le scuole medie presso l'Istituto Cavanis "Collegio Canova" di Possagno, gestito dai Padri Cavanis. A 16 anni rimane orfano di padre; rimasto l'unico maschio della famiglia, si diploma geometra e consegue la laurea in Economia e Commercio presso l'Università "Ca' Foscari" di Venezia. 

### Attività politica
Nel 1968, all'età di 22 anni, diventa Vicesindaco di Spinea e segretario della locale sezione della Democrazia Cristiana. In quel periodo nasce un intenso rapporto di stima e amicizia con l'esponente della Democrazia Cristiana veneziana Costante Degan, del quale Malvestio viene presto considerato il delfino. Nel 1976 viene eletto alla Camera dei deputati nel collegio di Venezia.
Nel 1981 diviene Sottosegretario di Stato al Lavoro e Previdenza Sociale nei Governi Spadolini I e II. Nel 1987 Giovanni Goria lo nomina Sottosegretario alle Finanze, mentre nel successivo Governo De Mita passerà ai Trasporti. Tornerà Sottosegretario, al Tesoro, nei Governi Amato I e Ciampi tra il 1992 e il 1994, anno in cui deciderà di lasciare, per un periodo, l'attività politica attiva.
Nei primi anni Duemila fa parte dell'UDC, nel 2009 si avvicina all'Alleanza di Centro, mentre nel 2013 aderisce a Italia Futura.

## Vita privata
Era sposato dal 1974 con Francesca Cavasin, con la quale ebbe tre figli: Simona, Anna e Angelo.